# Store Krone
Store Krone er den populære betegnelse for en Rolls-Royce Silver Wraith, der bliver betegnet som den ældste og fornemmeste af kongehusets biler. Den blev anskaffet af Frederik den 9. i 1958 og bilens populære betegnelse hentyder til dens nummerplade, forsynet med en enkelt stor kongekrone.
Bilen er en syv-sæders udgave, og det er den største af Silver Wraith-modellerne, forsynet med såvel servostyring som automatgear. Indvendigt er bilen pyntet med blankpoleret valnøddetræ, og sæderne er betrukket med lysegråt læder.
Modellen blev produceret i perioden fra omkring 1940 til 1959 og er som den største version forsynet med en 6-cylindret rækkemotor på 4.887 ccm med topventil-indsugning og sideventilet udstødning.
Tophastigheden angives til 190 km/t, og bilen kan accelerere fra 0-100 km/t på 12,9 sekunder.
På trods af sin alder fremstår bilen altid toptunet og velpoleret, men den anvendes også først og fremmest under specielle officielle anledninger, hvor standsmæssig transport foretrækkes. Efter 50 år i tjenesten havde bilen således blot kørt omkring 140.000 km (svarende til knap 8 km om dagen i gennemsnit).

## Eksterne links
- Beskrivelse af kongehusets biler (herunder Store Krone) fra kongehusets officielle website Arkiveret 19. februar 2019 hos  Wayback Machine